# Wyeomyia haynei
Wyeomyia haynei är en tvåvingeart som beskrevs av Carroll William Dodge 1947. Wyeomyia haynei ingår i släktet Wyeomyia och familjen stickmyggor.
Artens utbredningsområde är South Carolina. Inga underarter finns listade i Catalogue of Life.